# Currais Novos
Currais Novos is een gemeente in de Braziliaanse deelstaat Rio Grande do Norte. De gemeente telt 45.288 inwoners (schatting 2017).

## Aangrenzende gemeenten
De gemeente grenst aan Acari, Campo Redondo, Cerro Corá, Lagoa Nova, São Tomé, São Vicente, Frei Martinho (PA) en Picuí (PA).

## Geboren
- Vicente de Lima (1977), atleet